# Ernest Truex
Ernest Truex, född 19 september 1889 i Kansas City, Missouri, död 26 juni 1973 i Fallbrook, Kalifornien, var en amerikansk skådespelare. Truex var en flitig Broadway-skådespelare och medverkade i många produktioner där under åren 1908-1965. Han medverkade som birollskådespelare i många filmer, och var mot slutet av karriären mer aktiv som TV-skådespelare.
Ernest Truex har en stjärna på Hollywood Walk of Fame för sitt arbete inom television vid adressen 6721 Hollywood Blvd.

## Filmografi i urval
- 1939 – Dansande flammor
- 1939 – Jag svär vid mina ögon
- 1939 – Ungkarlsmamman
- 1940 – Jul i juli
- 1940 – Det ligger i blodet
- 1946 – En natt i paradiset
- 1956 – Till varje pris